# Torrance Challenger 2003
Il Torrance Challenger 2003 è stato un torneo di tennis facente parte della categoria ATP Challenger Series nell'ambito dell'ATP Challenger Series 2003. Il torneo si è giocato a Torrance negli Stati Uniti dal 20 al 26 ottobre 2003 su campi in cemento.

## Vincitori

### Singolare
Janko Tipsarević ha battuto in finale  Zack Fleishman con il punteggio di 6–4, 6–4

### Doppio
Ramón Delgado /  André Sá hanno battuto in finale  Diego Ayala /  Robert Kendrick con il punteggio di 6–3, 6–4